# Météorite de Millbillillie

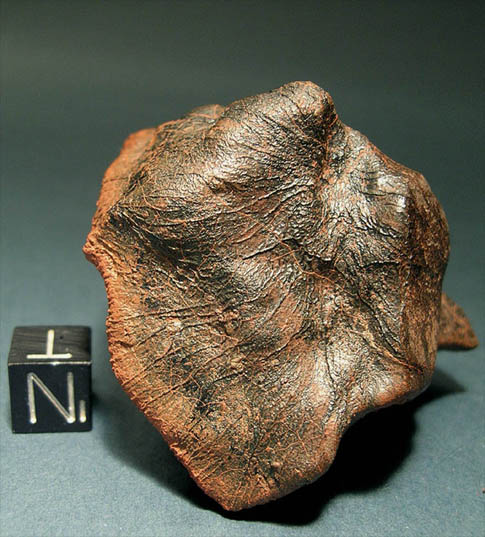
Fragment de Millbillillie (77 g), orienté.

La météorite de Millbillillie, ou simplement Millbillillie, est une météorite tombée en octobre 1960 sur les fermes de Millbillillie et de Jundee dans le comté de Wiluna en Australie-Occidentale. D'un poids retrouvé de 330 kg, c'est une eucrite, de la classe des achondrites, qui proviendrait de l'astéroïde Vesta.

## Histoire
En octobre 1960, des ouvriers agricoles qui travaillaient sur la clôture séparant les ranchs de Millbillillie et de Jundee ont observé une boule de feu « avec des étincelles qui s'en échappaient ». L'objet est tombé dans une plaine plus au nord. Sur le moment aucune recherche n'a été effectuée, mais en 1970 et 1971 des habitants ont trouvé deux fragments ; des Aborigènes en ont trouvé d'autres depuis. Le plus grand fragment pesait 20 kilos. Il est conservé au Western Australian Museum, ainsi qu'un plus petit  (565 g).